# Dobromir Crysós

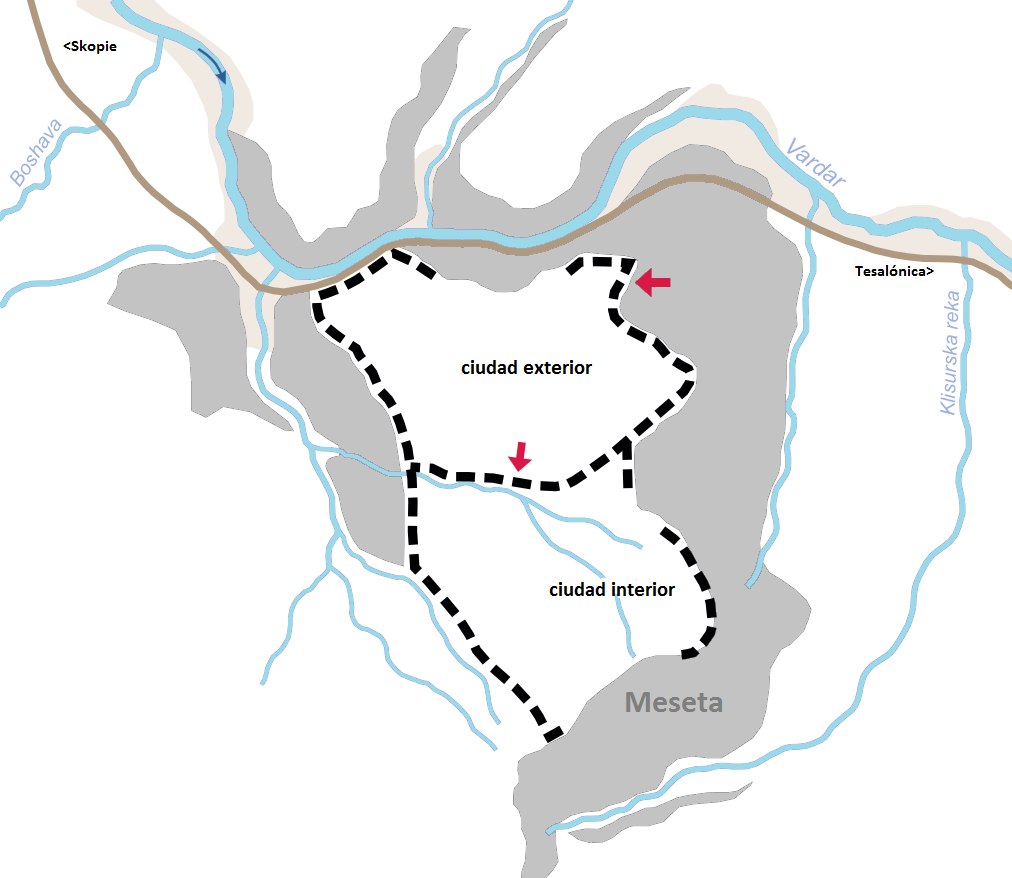
Plano de la fortaleza medieval en Prosek, sede de los señores feudales Dobromir Chrysos y Strez.

Dobromir, conocido por los bizantinos como Crysós (búlgaro: Добромир Хриз, griego: Δοβρομηρός Χρυσός), fue un jefe de los valacos y los Macedonios cuando Alejo III Ángelo era emperador bizantino. Se hizo prominente en 1197 y es mencionado por última vez en 1202. Fue un gobernante feudal en el este de Macedonia.
Ya estaba casado, pero con el fin de consolidar una alianza con él, el emperador bizantino le ofreció una hija del señor de la guerra bizantino Manuel Camitzes. Ella se vio obligada a divorciarse de su marido y casarse con Dobromir en 1198. Alrededor de 1200, tomó una tercera esposa, la nieta del emperador Teodora Angelina, que había estado casada con un jefe rival, Ivanko y ella después se casó con Leopoldo VI de Austria.
En 1202 las tierras de Dobromir Crysós fueron conquistadas por el emperador búlgaro Kaloján.

## Biografía
Dobromir era un señor búlgaro (o valaco) en la región de Macedonia. Según Petar Mutafchiev, fue enviado en 1186 por Teodoro e Iván Asen con 500 hombres para soliviantar a los búlgaros y los valacos en Macedonia contra los bizantinos y así ayudar al movimiento de liberación general búlgaro. Crysós logró tomar la fortaleza de Strumica, pero no solo no ayudó a los Asenidas, sino que incluso se alió con los bizantinos contra ellos. Sin embargo, pronto volvió a cambiar su política y se volvió contra estos últimos, quienes lograron encarcelarlo en 1193. Pero debido a los éxitos continuos de los búlgaros, el emperador Alejo III Ángelo lo liberó en 1196 con la esperanza de usarlo como un escudo contra sus compatriotas. Para unirlo aún más a Crysós, el emperador lo casó con la hija de su primo, Manuel Camitzes.
Pero cuando Kaloján Asen ascendió al trono de Bulgaria en 1197, logró aliarse tanto con Ivanko como con Dobromir, y este último incluso aceptó su soberanía hasta cierto punto, cambiando de bando nuevamente. Alejo III lanzó una expedición de castigo contra él, pero pronto la canceló por razones desconocidas. En 1199, sin embargo, lo atacó en su bastión de Prosek. La fortaleza estaba fuertemente fortificada, con un equipo de ingenieros hábiles operando las catapultas del castillo, y el ejército bizantino pronto se vio obligado a retirarse. Casi al mismo tiempo, el suegro de Dobromir, Manuel Camitzes, fue capturado por Ivanko durante una campaña en sus tierras. Ivanko lo envió como prisionero al zar Kaloján y, como el emperador bizantino se negó a pagar su rescate, Kaloján lo ofreció a su yerno. Desde entonces, ambos comenzaron a asaltar y conquistar los territorios griegos, tomando finalmente gran parte de Macedonia y Tesalia.
Alrededor de 1201/1202, el Imperio bizantino lanzó otra campaña contra ellos, dividiendo sus fuerzas y derrotando a Camitzes. Después de haber perdido gran parte de sus tierras, Dobromir Crysós comenzó a negociar nuevamente con los bizantinos, cambiando a su lado y casándose con la antigua novia de Ivanko y nieta del emperador, Teodora Angelina. Pero para 1202 o 1203, la mayoría de sus posesiones fueron incorporadas al Imperio búlgaro, ya sea directamente conquistadas por las tropas de Kaloján o entregadas por los bizantinos como parte del tratado de paz con ellos. El destino de Crysós es desconocido.
Sobre su apariencia y carácter, el historiador Aniceto de Konya menciona que era bajo en estatura, rudo en sus modales, mientras que en su discurso era «fácilmente cambiable» y «un camaleón».